# Pyramide sur le pont de Saint-Sulpice
La pyramide sur le pont de Saint-Sulpice est une pyramide située à Saint-Sulpice-de-Cognac en Charente, en France, sur le parapet de l'ancien pont dénommé pont de Saint-Sulpice.

## Localisation
La pyramide est située dans le département français de la Charente, sur la commune de Saint-Sulpice-de-Cognac, en limite de la commune de Cherves-Richemont car elle est élevée au milieu du pont de Saint-Sulpice sur le côté situé sur la commune de Saint-Sulpice-de-Cognac. Ce pont sur l'Antenne était le lieu de franchissement de la voie romaine Saintes-Lyon. Il a été reconstruit au XVIe siècle puis au XIXe siècle. La majorité de la circulation passe maintenant par une déviation.

## Description
L'obélisque a été reposée à sa place initiale sur le parapet du pont. 
La pyramide a été inscrite au titre des monuments historiques le 24 mai 1965.

## Historique
La pyramide élevée sur le pont de Saint-Sulpice commémore le rassemblement des troupes protestantes après la bataille de Jarnac. C'est le lieu que donne Gaspard II de Coligny à la cavalerie protestante pour se regrouper et organiser la retraite vers Saint-Jean-d'Angély.
C'est aussi le lieu où en 1651, pendant la Fronde, Molleville, le maréchal de camp de l'armée d'Henri de Lorraine-Harcourt, déconfit les avant postes du prince de Condé.
Ce monument a été érigé au XVIIIe siècle. Plusieurs fois percuté par des camions il est resté un certain temps déposé puis a été remis en place après que la déviation soit ouverte.

### liens externes
- Ressource relative à l'architecture :   - Mérimée